# Gaydarbek Gaydarbekov
Gaydarbek Abdulovich Gaydarbekov (em russo:  Гайдарбек Абдулович Гайдарбеков; Kaspiysk, 6 de outubro de 1976) é um boxeador russo, campeão olímpico.

## Carreira
Gaydarbekov conquistou a medalha de ouro nos Jogos Olímpicos de Verão de 2004 em Atenas, após derrotar o cazaque Gennady Golovkin na categoria peso médio e consagrar-se campeão. Na edição de 2000 em Sydney conseguiu a prata na mesma disputa.